# Гацо-Виња (Империја)
Гацо-Виња је насеље у Италији у округу Империја, региону Лигурија.
Према процени из 2011. у насељу је живело 80 становника. Насеље се налази на надморској висини од 550 м.